# Barbourula busuangensis
Espèce
Statut de conservation UICN

 NT  : Quasi menacé
Barbourula busuangensis est une espèce d'amphibiens de la famille des Bombinatoridae.

## Répartition

Distribution

Cette espèce est endémique des Philippines. Elle se rencontre jusqu'à 500 m d'altitude sur les îles de Busuanga, de Culion, de Balabac et de Palawan.

## Habitat
Cette espèce vit dans les ruisseaux et rivières des forêts pluvieuses de Palawan.

## Description

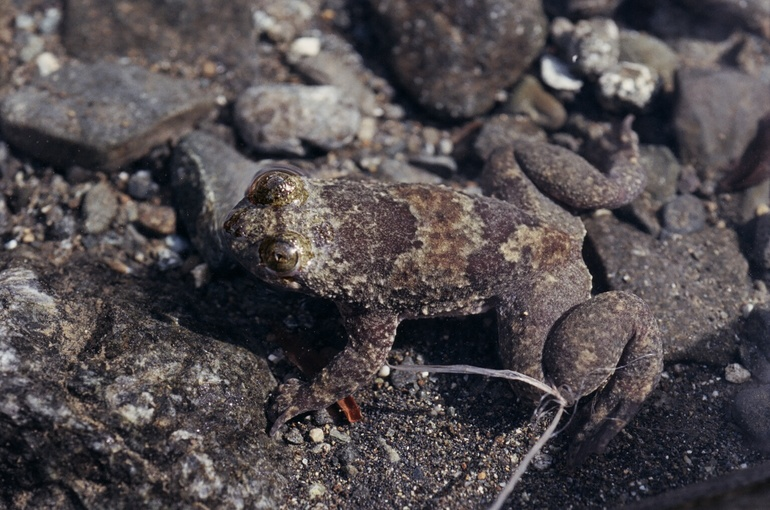
Barbourula busuangensis

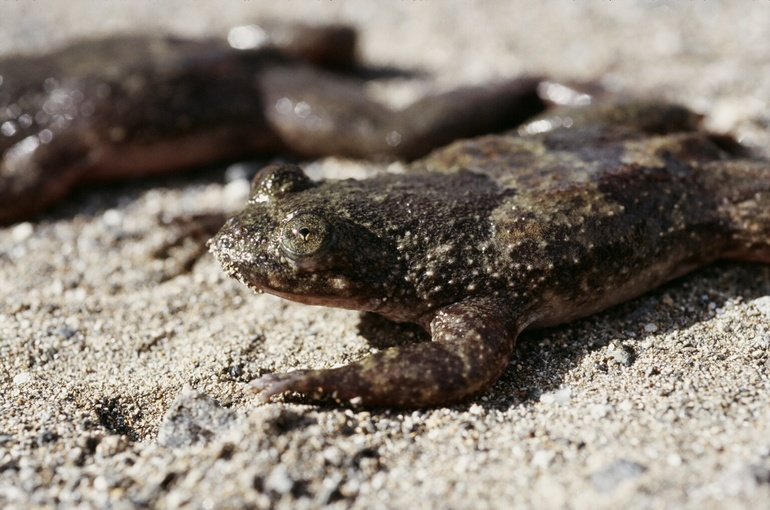
Barbourula busuangensis

L'holotype de Barbourula busuangensis, une femelle immature, mesure 46 mm.

## Étymologie
Son nom d'espèce, composé de busuang[a] et du suffixe latin -ensis, « qui vit dans, qui habite », lui a été donné en référence au lieu de sa découverte, l'île de Busuanga.

## Publication originale
- Taylor & Noble, 1924 : A new genus of discoglossid frogs from the Philippine Islands. American Museum Novitates, no 121, p. 1-4 (texte intégral).